# Lyskamm
Lyskamm je výrazný ledovcový dvojvrchol na pomezí Itálie a Švýcarska. Je součástí hlavního hřebene Walliských Alp (Penninských Alp). Na sever k ledovci Gornergletscher se prezentuje svou 1 100 metrů vysokou, visutými ledovci pokrytou severovýchodní stěnou. Hřeben Lyskammu mezi východním (4 527 m) a západním (4 480 m) vrcholem je dlouhý asi 2 km. Místy je velmi ostrý a tvoří se na něm obrovské převěje. Mezi horolezci je nazýván „Lidožrout“. Masiv je pověstný rychlými a nebezpečnými zvraty počasí. Výchozími body pro výstup z jihu je údolí Gressoney (obec Tschaval) a údolí Valsesia (obec Alagna) a na severu Zermatt. Výhledy z vrcholu jsou velkolepé a zahrnují taková jména jako jsou Matterhorn, celý masiv Monte Rosa, Mont Blanc, Weisshorn, Dent Blanche či Gran Paradiso.

## Historie
Osídlení
Svérázná dřevěná architektura této části hor je vzpomínkou na dlouhou a svébytnou historii národa, který osídlil údolí na jih od hlavního alpského hřebene. Byli to Walsové (zkomolený název pro lid ze švýcarského kraje Valais) - horalové považováni za potomky starověkých kočovníků z údolí Goms v Bernských Alpách. Ve 13. století se usídlili v kraji Valais (Wallis, Valese), odkud začali rozšiřovat svá teritoria dále na jižní svahy Alp - v údolích Gressoney, Valsesia, Ayas atd.
Výstupy
19. srpna 1861 horolezci William Edward Hall, Jean-Pierre Cachat, Peter Perren, Josef-Marie Perren, J.F. Hardy, J.A. Hudson, C.H. Pilkington, A.C. Ramsay, T. Rennison, F. Sibson, R.M. Stephenson, Franz Lochmatter, Karl Herr a Stefan Zumtaugwald vystoupili v expedičním stylu poprvé na východní vrchol Lyskammu, dnes již klasickou cestou ze sedla Lysjoch.
Západní vrchol byl poprvé zdolán 16. srpna 1864 Sirem L. Stephenem a Edwardem N. Buxtonem s vůdci J. Andereggem a F. Binerem.

## Výstupové cesty
- Východní hřeben : Dnes již klasická cesta na východní vrchol vede ze sedla Lysjoch (4248m). Obtížnost této túry se oficiálně udává stupněm PD, s lezeckými pasážemi II. UIAA, led do sklonu max. 40°, délka 4-5 hod. z chaty Rif. Gnifetti, cesta vede přes sedlo Lysjoch u paty hory, celkové převýšení 890 metrů, firn a led.
- Západní hřeben : Další klasická cesta. Dosažení západního vrcholu Lyskammu ze sedla Felikjoch je ohodnoceno stupněm PD, II.UIAA. Tedy náročná vysokohorská turistika. Nebezpečné převěje, složité překonávání příbřežní trhliny a místy velmi úzký hřeben. Přesto se jedná o něco jednodušší alternativu cesty od východu. Firn do sklonu max. 40°, délka 3-4 hod. od chaty Rif. Quintino Sella, převýšení 895 metrů.
- Přechod mezi oběma vrcholy : Jedná se spíše o horolezeckou túru obtížnosti AD, s lezeckými pasážemi až do stupně II-III.UIAA, délka 4-6 hod. (celkem od chaty k chatě).

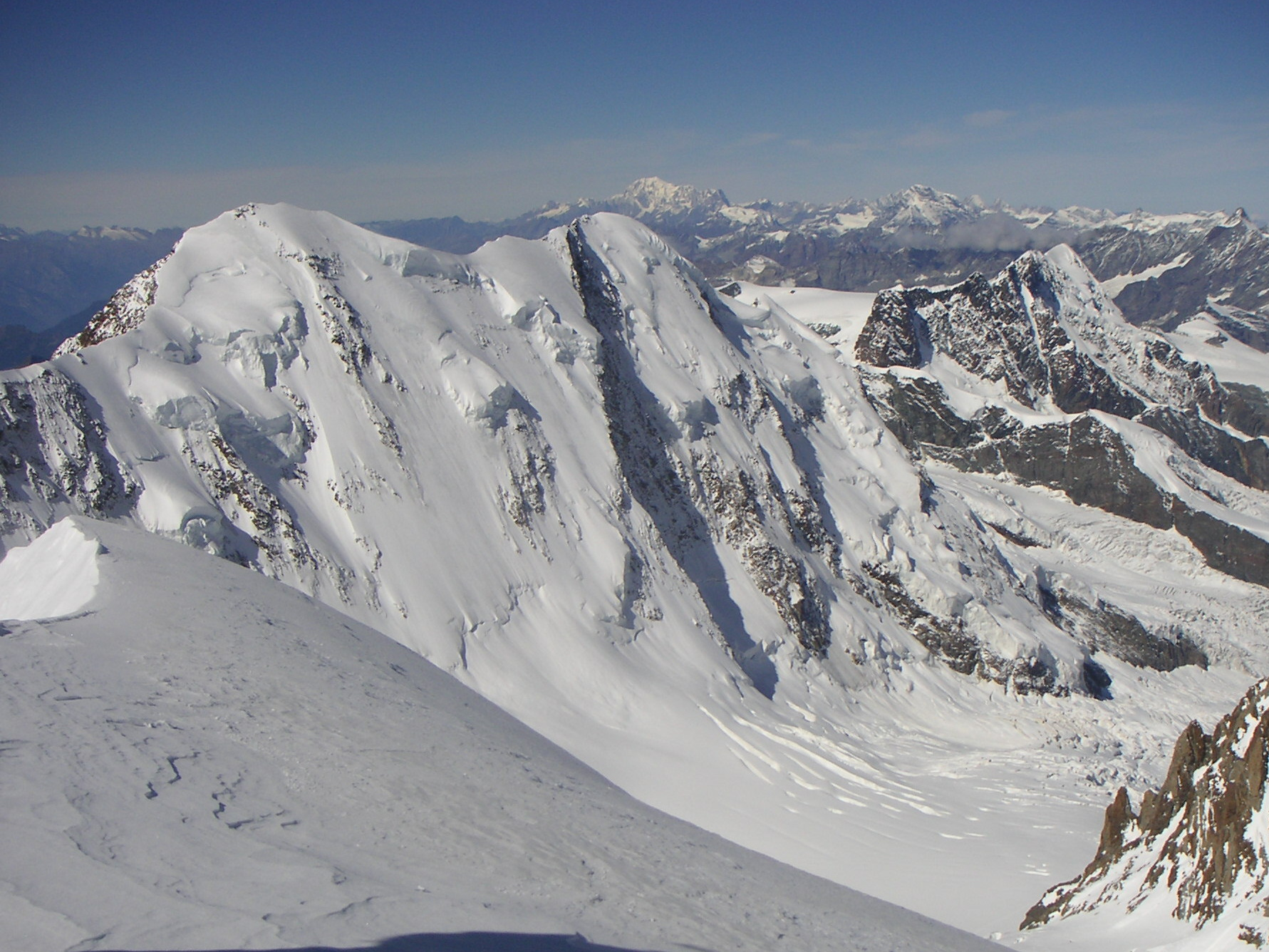
Severní stěna Lyskammu

- Severovýchodní stěna : Velmi těžká horolezecká túra. Oficiální hodnocení obtížnosti hovoří o stupni D, ledových svazích až 55°, délka 7 hod od nástupu pod stěnu, převýšení 700 metrů, velmi těžké a nebezpečné.

Neruda-Klucker-route : Výstup na východní vrchol (nejbezpečnější cesta ve stěně). Obtížnost IV+. UIAA, délka 4 hod. ve stěně, 1 - 3 hod. nástup pod stěnu, převýšení 727 metrů

Nessi-Andreani-route : Výstup na západní vrchol (velké objektivní nebezpečí). Délka 8-10 hod. Obtížnost D.
- Jihovýchodní stěna : Trasa s obtížností AD+, III+. UIAA, mixový terén, délka 7 hod. z chaty Rif. Gnifetti, převýšení 890 metrů.

## Horské chaty
- Rif. Quintino Sella (3585 m n. m., vlastnictvím spolku CAI, 140 míst, otevřena 20.4. - 20.5. a 20.6. - 20.9. Mimo sezónu je k dispozici je winterraum s 15 místy). Tvoří opěrný bod při výstupu západním hřebenem přes ledovec Felik.
- Rifugio Gnifetti (3647 m n. m., vlastnictvím vlastnictvím spolku CAI, 250 míst, otevřena 15.4. - 25.9.) Chata je výchozím bodem při výstupu na Lyskamm od jihu, východním hřebenem přes sedlo Lysjoch.
- Monte Rosa Hütte (2795 m n. m., vlastnictvím švýcarského horského spolku SAC Sektion Monte Rosa, 150 míst, mimo sezónu je k dispozici je winterraum s 28 místy, otevřena od poloviny března do poloviny září) Chata je významným bodem při túrách v severní stěně Lyskammu a při výstupu do sedla Lysjoch od severu.
- Capanna Regina Margherita (4554 m n. m.) Chata ležící na vrcholu Signalkuppe. Cesta na vrchol z této chaty vede nejdříve do sedla Lysjoch (převážně z kopce), poté pokračuje klasickou trasou po východním hřebeni.